# Finsevatnet
Finsevatnet est un lac de haute montagne situé dans la commune d'Ulvik, du comté de Vestland en Norvège. 
Les berges du Nord-Est de ce lac abritent le village de Finse et sa gare que la Ligne de Bergen dessert. 
Le tunnel de Finse est situé au Nord de ce lac. 
Un petit barrage, au Sud-Est du lac, permet de réguler la hauteur du lac et de produire de l'énergie hydroélectrique.